# Katia Sastre
Katia da Silva Sastre (São Paulo, 4 de abril de 1976) é uma policial militar e política brasileira, filiada ao Partido Liberal (PL) que foi deputada federal por São Paulo.

## Biografia
Ficou conhecida após reagir a uma tentativa de assalto na porta de uma escola em Suzano, realizada por Elivelton Neves Moreira, de 21 anos. Katia estava de folga, num evento do dia das mães junto com a sua filha, quando Elivelton tentou assaltar a escola. Ela atirou no peito do assaltante que, apesar de socorrido, não resistiu ao ferimento. Katia foi homenageada pelo então governador de São Paulo, Márcio França (PSB), que lhe entregou flores.

## Carreira política
Nas eleições de 2018, foi eleita deputada federal por São Paulo, tendo recebido mais de 264 mil votos filiada ao Partido da República (PR). A princípio, Sastre usou o vídeo onde atirava em Elivelton no seu horário de propaganda, mas esse vídeo foi retirado do ar pelo Tribunal Regional Eleitoral de São Paulo (TRE-SP), voltando depois a ser exibido na íntegra.
Foi candidata à reeleição em 2022, porém, não foi eleita após obter 60.330 votos.
| Ano  | Cargo                          | Votos   | Resultado  | Ref.   |
| ---- | ------------------------------ | ------- | ---------- | ------ |
| 2018 | Deputada federal por São Paulo | 264.013 | Eleita     | [ 8 ]  |
| 2022 | Deputada federal por São Paulo | 60.330  | Não eleita | [ 10 ] |